# 朴槿恵
- パク・クネ
- パク・クンヘ
- パク・グンヘ

朴 槿恵（パク・クネ、日本語読み：ぼく きんけい、韓国語: 박근혜、IPA: [pak‿k͈ɯn.hje]、英語: Park Geun-hye、[ˈpɑːrk ˌɡʊn ˈheɪ]、1952年2月2日 - ）は、韓国の政治家、第18代大統領、第15・16・17・18・19代国会議員。
ハンナラ党（保守政党）代表、セヌリ党非常対策委員会委員長を経て、2012年の大統領選挙で革新政党民主統合党の文在寅に勝利し、2013年2月25日に女性として東アジア初の国家元首、韓国史上初の大統領に就任したが、崔順実ゲート事件など一連の不祥事により、2017年3月10日に大統領弾劾が成立して罷免された。1987年の民主化で弾劾制度が導入されてから初めての大統領罷免のケースとなった（後述）。本貫は高霊朴氏。父は元大統領の朴正煕、弟は実業家の朴志晩。また、妹もいる。

## 来歴

### 生い立ち

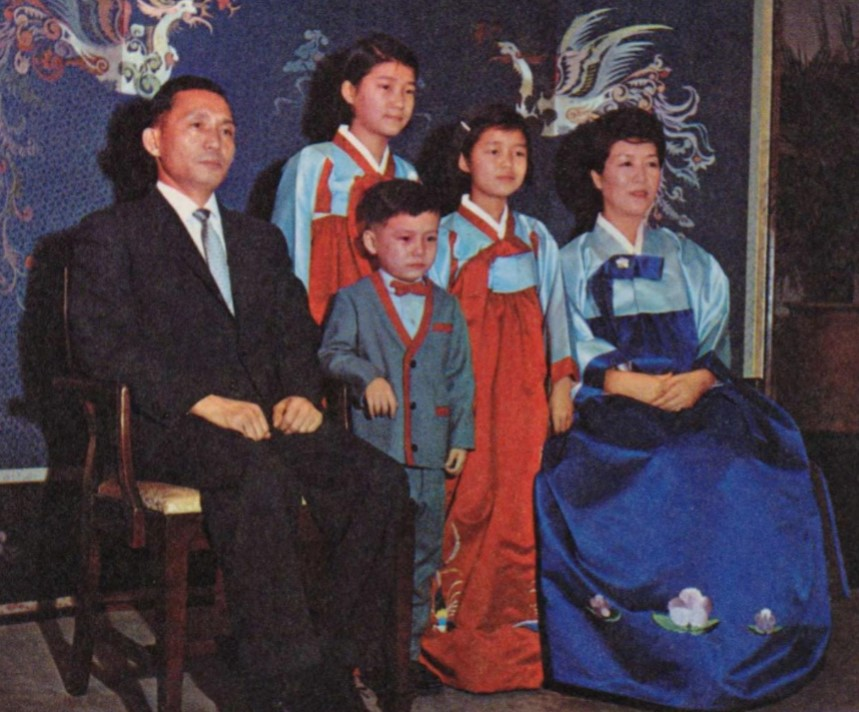
左から、朴正煕、朴槿恵、朴志晩、朴槿令、陸英修。

慶尚北道大邱市（現在の大邱広域市）で、第5代から第9代の大統領である朴正煕（パク・チョンヒ）と陸英修（ユク・ヨンス）夫妻の子として誕生した。異母姉に朴在玉、妹に朴槿暎（朴槿令）、弟に現在のEGテック会長の朴志晩（パク・チマン、末弟）、甥2人（朴志晩の長男と次男）がいる。朴正煕の軍人時代の副官で元カナダ大使の韓丙起は、在玉の夫で義兄に当たる。また、独立運動家の朴相煕と元国会議員の陸寅修はおじ、教育者の陸寅順はおば、元国会議員の朴在鴻、元大韓サッカー協会長の朴埈弘、元国務総理の金鍾泌の妻の朴栄玉はいとこ、元農水産部長官の張徳鎮、元国務総理の金鍾泌と韓昇洙、元国会議員の尹錫民は従姉妹の夫、元国会議員の金世淵は従姪の夫、歌手・俳優のウン・ジウォンは従甥。
キリスト教系の聖心女子中学校・聖心高校を卒業した。また、当時中学生であった1965年にカトリック教会に改宗し、「ユリアナ」という洗礼名を授かる
1974年に西江大学校電子工学科を首席で卒業した後（中国語も専攻）、フランスのグルノーブル大学に留学した。留学中の同年8月15日に文世光事件が発生し、母親の陸英修が暗殺されたため、急遽留学先のフランスから帰国し、その後は父の大統領就任式に肩を並べて出席するなどファーストレディ役を務めた。1979年に朴正煕暗殺事件で父が金載圭（キム・ジェギュ）KCIA長官に暗殺された際の第一声は、混乱に乗じて朝鮮人民軍が侵攻することを懸念した「休戦線は大丈夫か」だった。
1987年に中華民国（台湾）の中国文化大学の名誉博士号を取得し、2001年にも台湾を訪問して中国文化大学で産業戦略を学ぶコースを修了している。2008年には理工系出身ゆえに韓国の理科離れを問題にしてきたことが評価されてKAISTから中国文化大学に次ぐ2度目の名誉博士号が授与され、「父の建てた大学で名誉を授かるのは感無量だ。国家の存亡は理工系にかかっている」と述べた。

### 政界入りとハンナラ党代表就任
ガールスカウト団名誉総裁、嶺南大学校理事長、財団理事長を務めた後、1998年に行われた国会議員補欠選挙（大邱広域市達城郡選挙区）に当選し政界入りし、ハンナラ党副総裁など党要職を歴任した。2002年2月にハンナラ党を離党した後、5月12日に北朝鮮の平壌を訪問して金正日朝鮮労働党総書記と会見し板門店経由で帰国している。同年末に行われる大統領選挙に向けて新党「韓国未来連合」を5月17日に結成したが、11月にハンナラ党に復帰した。
2004年3月23日に1965年に野党民衆党の代表最高委員（党首）に朴順天（パク・スンチョン）が就任して以来、韓国では39年ぶりの女性党首としてハンナラ党の代表に就任した。2004年4月の総選挙でも大邱市達城郡選挙区から当選した。この選挙では、大統領弾劾を可決したハンナラ党に対する国民の批判が集まり惨敗が予想されていたが、知名度と人気で惜敗に食い止め、「ハンナラ党のジャンヌ・ダルク」「選挙の女王」と呼ばれた。
2005年10月5日にハンナラ党代表として韓国軍のヘリコプターを用いて竹島（韓国名独島）へ上陸した。11月8日にはニューライト全国連合創立大会に参加する。また同年には中華人民共和国を訪問して胡錦濤中国共産党総書記（国家主席）と会見した。
2006年5月17日に日本を訪問し、小泉純一郎首相と会談した。また訪韓した北朝鮮による拉致被害者家族会・横田滋代表らとも会見している。同年5月20日午後、第4回全国同時地方選挙の支援遊説中に、暴漢・池忠浩（後に傷害罪で懲役10年）にカッターナイフで切り付けられ、骨に達する深さで右耳下から顎にかけて10センチの傷を負い60針縫う手術を受けた。この際、盧武鉉（ノ・ムヒョン）大統領支持団体（ノサモ）からは、「60針を縫ったのは整形手術」という声が挙がったが、それが逆に反感を呼び大統領支持派に対する批判拡大へと繋がり、地方選挙でのハンナラ党圧勝に繋がった。なお犯人の背後関係については、検察・警察の合同捜査本部による捜査の結果、「単独犯」との結論に達した。

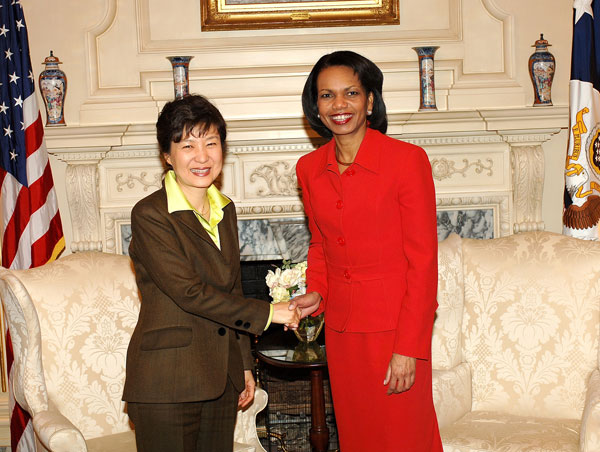
2007年、アメリカ国務長官コンドリーザ・ライスとともに

### 2007年大統領選ハンナラ党予備選
襲撃事件による同情票や盧武鉉（ノ・ムヒョン）政権の経済失政に対する批判と、さらに「整形発言」への反発もあって、2006年5月31日に行われた統一地方選挙ではハンナラ党を地滑り的勝利に導いた。この結果同じハンナラ党の李明博（イ・ミョンバク）に次ぐ2007年の韓国次期大統領選の有力候補としての地位を固めたが、2007年8月20日に、党大会で行われた大統領候補党内予備選挙で李明博に敗れた。翌年（2008年）4月の第18代総選挙において得票率88.6パーセントを集めて4度目の当選を果たしている。
2010年12月27日に政策研究のためのシンクタンクとなる国家未来研究院を発足させ、2012年に予定されている大統領選挙に向けて本格始動を開始した。2011年4月27日の再補選でハンナラ党が敗北して安商守（アン・サンス）党代表が辞任したことを受けて行われる党内選挙への出馬が囁かれていたが、5月20日に選挙への不出馬を表明した。同年4月28日に大統領特使として欧州3カ国（オランダ・ポルトガル・ギリシャ）を歴訪している。

### セヌリ党非常対策委員長

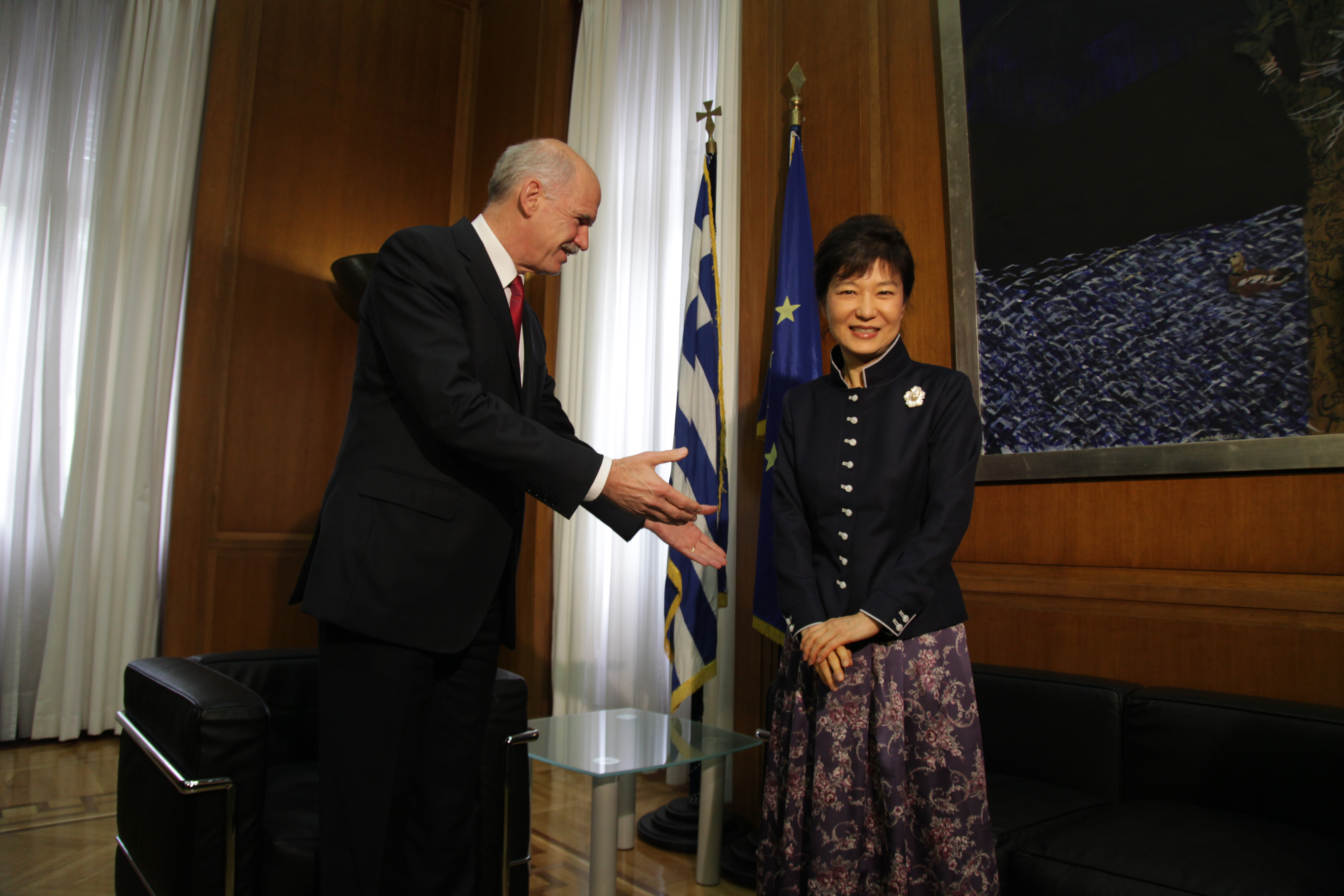
ギリシャのゲオルギオス・アンドレアス・パパンドレウ首相と共に（2011年5月5日）

2011年10月に行われたソウル市長補欠選挙における党公認候補の敗北と同市長選における中央選挙管理委員会ホームページへのサイバー攻撃に党所属国会議員秘書の関与が発覚するなど、ハンナラ党にとってマイナスとなる出来事が相次ぎ、7月の全党大会で選出された洪準杓（ホン・ジュンピョ）代表が12月9日に辞任した。12月12日に開かれた議員総会において、朴槿恵を委員長とする非常対策委員会を発足させることが決まったが、非常対策委員会においては党の方向性を巡り意見がまとまらず派閥間で対立が続いた。
2011年12月20日に開かれた全国委員会で、朴槿恵元代表を非常対策委員会委員長に選出した。党最高委員の全権が非常対策委員長に委ねられたことで、朴槿恵は5年5か月ぶりに事実上の党首職に復帰した。2012年2月7日、4月に行われる予定の総選挙に関し、自身は地域区（大邱市達城郡選挙区）から出馬しないことを表明した。同月13日に党全国委員会で党名改正と党憲、党規改正案が承認された。党名は「ハンナラ党」から「セヌリ党」へ改称され、朴槿恵は引き続き非常対策委員長の職に就いた。当初、比例代表名簿順位1位で立候補することが有力視されたが、最終的にセヌリ党比例候補者名簿順位11位で立候補した。

### 2012年韓国大統領選挙
総選挙では非常対策委員長として選挙の陣頭指揮を執り、セヌリ党は最大野党である民主統合党を大きく上回る152議席（うち比例代表25議席）を獲得、選挙前議席（162議席）より減らしたものの単独過半数を維持することができた。この結果、年末に予定されている大統領選挙におけるセヌリ党の大統領候補として地位を固めた。7月10日にセヌリ党大統領候補予備選への出馬を表明し、3大目標として分配重視、雇用創出、国の実情にあった福祉を掲げ、李明博政権との違いを強調した。
予備選は8月19日に党員と一般有権者による選挙人団による投票が行われ、これに世論調査結果を加味した得票率を計算する方法で進められた。20日の全党大会で発表された選挙の結果、朴槿恵は得票率83.9%で、2位となった金文洙（キム・ムンス）ら他候補に圧倒的大差をつけ、セヌリ党の大統領候補に選出された。12月19日に執行された大統領選挙は、革新派である民主統合党候補の文在寅（ムン・ジェイン）との事実上の一騎討ちとなり、接戦の末に当選し、2013年2月25日に第18代大統領に就任した。しかし、この選挙では、国家情報院の世論操作活動と前ソウル地方警察庁長キム・ヨンパンの虚偽の中間捜査発表が確認され、その正統性に疑問が提起されている。また大統領選挙を3日後に控えた2012年12月16日に、民主統合党の文在寅候補に向かって国家情報院コメント女性職員監禁事件を「女性の人権侵害」と追及したが、当事者とされた民主統合党のイ・ジョンゴル議員は無罪判決を受けている。このことについて判決後コメントをしていない。

### 大統領として

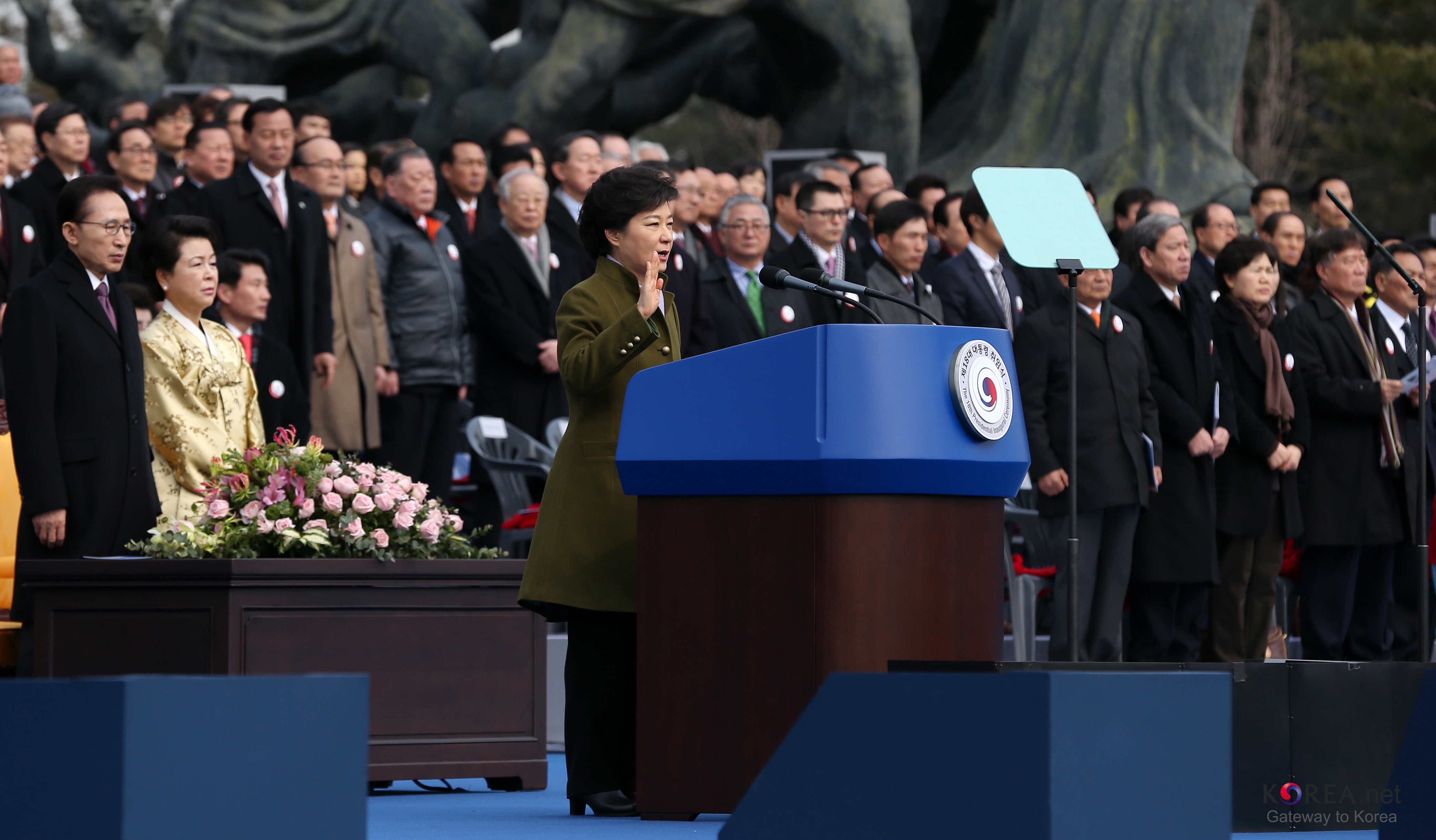
大統領就任式の際

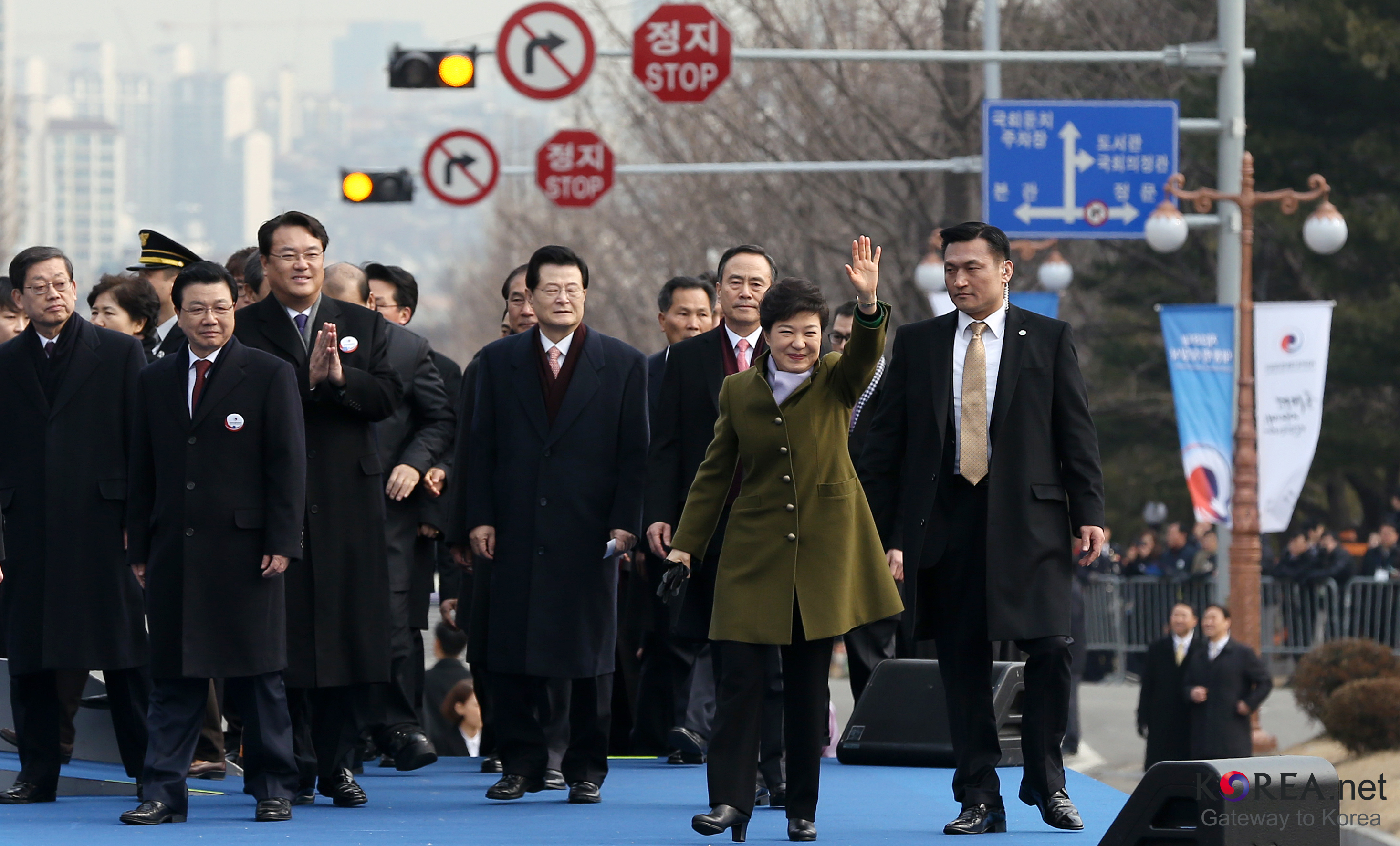
大統領就任式の際

2013年2月25日に第18代大統領に就任した。国会議事堂で開催された就任式の演説で「経済復興」、「国民幸福」、「文化隆盛」を通じて新しい希望の時代を切り開いていき、父、朴正煕の業績にあやかって「第2の漢江の奇跡をつくる偉大な挑戦に出る」と宣言した。特に北朝鮮が核を放棄し、平和と共同発展の道に進むことを願いながら、「韓半島信頼プロセス」を通して韓民族がより豊かに、そして自由に暮らし、自身の夢を成し遂げられる幸福な統一時代の基盤をつくると語った。（2012.2.25、ニュース1コリア）。このように彼女の原則に基づいた対応は数多い韓国国民はもちろん、アメリカ・中国・ロシアからも支持を受け、国連安保理の新たな北朝鮮制裁決議(2094号)を全会一致で採択(2013.3.7)することに貢献した。

#### 内政

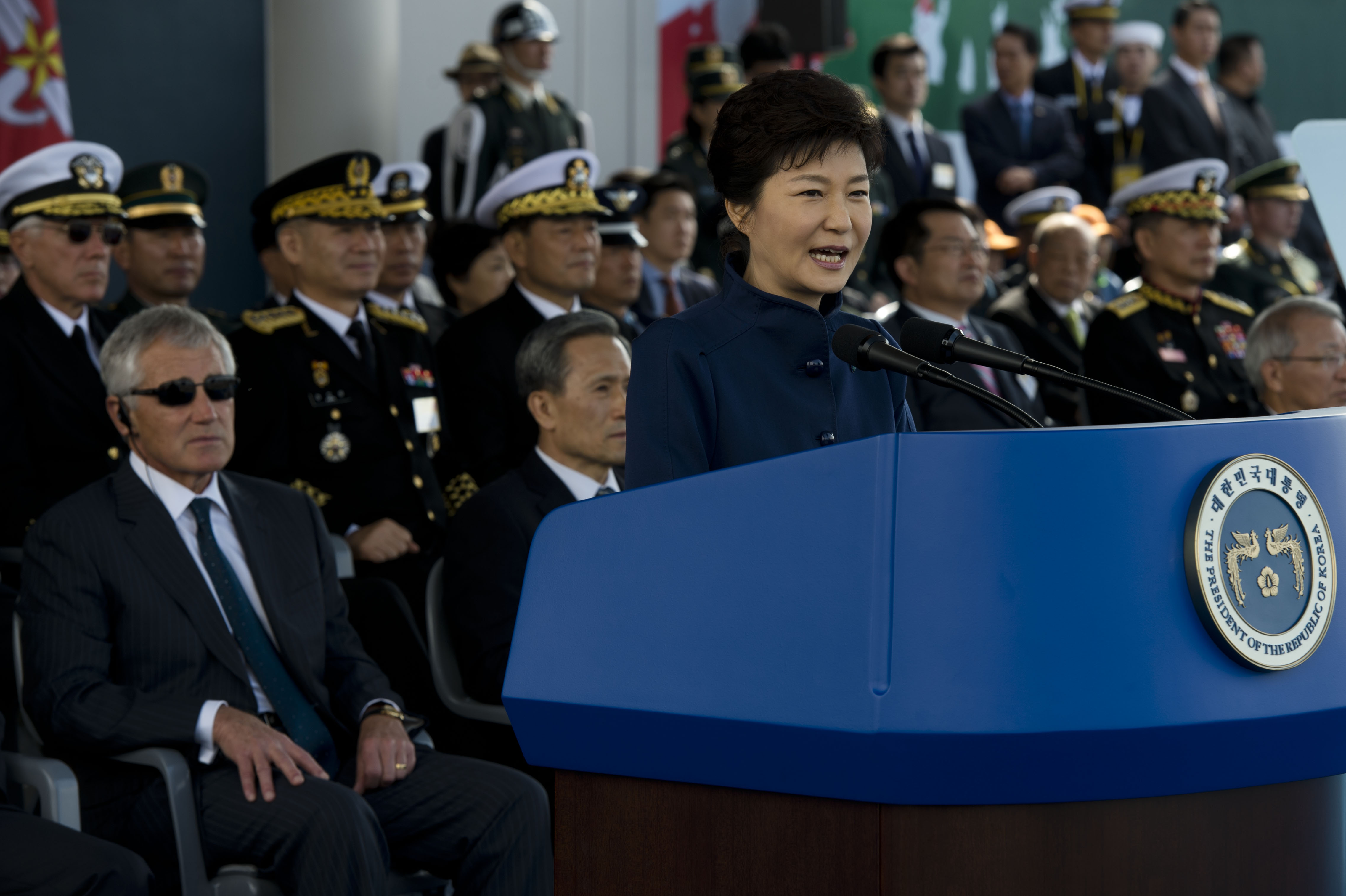
2013年10月1日、国軍の日の記念式典で

国政運営のビジョンを「国民が幸せな希望の新時代」と提示した。つまり韓国が堅持してきた国家中心の発展モデルから脱却し、国政の中心を国家から個々人に転換することによって国民個々人が幸せになり、結果的に国家も発展する相生の構造をつくると明らかにした。(韓国大統領府)
また、成長と福祉の関係についても成長の上に福祉ありという単線的かつ因果論的な認識から脱却し、成長と福祉が好循環するように努力し、全ての人が共同体の中で信頼し合い、経済・社会的な不平等も補正される社会を建設すると約束した。特に、自身の構想する「新しい韓国」は全ての南北住民が「幸せな韓半島」を実現することに資し、延いては世界と人類の発展にも資する信頼される模範国家になると説明した。
大統領選挙期間であった2012年11月18日に、自身が執権した場合は推進する対内政策の主要内容を「国民幸福10大公約」と題して発表した。国民幸福10大公約とは以下の通りである。
1. 国民の心配事を半分に減らす
2. 雇用の「ヌルジオ（増やし・守り・質を高めるの頭文字の略語）」
3. 国民の負債ㆍ教育費ㆍ育児負担の軽減
4. ライフサイクルに合わせた福祉実施
5. 4大疾患の治療支援
6. ITㆍ文化ㆍサービス分野の投資拡大
7. 創意教育ㆍ創造経済を通じた市場と雇用創出
8. 労働者の暮らしの質の改善
9. 4大社会悪（性暴力ㆍ学校暴力ㆍ家庭破壊犯ㆍ不良食品）の根絶
10. 大企業ㆍ中小企業の相生と原則が正しく確立された経済民主化の実現
11. 社会統合・地域均衡・発展などを提示した。(仁川日報 2012.11.18)

こうした対内政策の構想は、大統領就任後に発表した国政ビジョン(国民が幸せな希望の新時代)と4大国政基調(経済復興、国民幸福、文化隆盛、平和統一の基盤構築)にも反映されている。特に朴大統領は、「国民一人一人の夢が叶い、国民が自分の暮らしの主人公になれる国を作っていく」と強調し、「経済を建て直し、国民の暮らしを豊かにする、確固たる福祉と、夢と才能を見いだし活かす教育で国民の暮らしを安らかで幸せにする、文化と精神的資産を隆盛させる」と誓った。(韓国大統領府)
政策構想は、経済民主化立法・経済部署合同の創造経済実践戦略樹立・国民幸福年金委員会（2012.3.20発足）活動などを通じて段々具体化されている。韓国では、ソウル市の職員が北朝鮮に脱北者の個人情報を渡していたとしてスパイ罪で逮捕される事件があったが、2014年1月にこの職員が中朝国境を移動していたとする証拠が偽造であることが判明した。国家情報院の指示で、中国国籍の脱北者がこの証拠を偽造、情報院から報酬を貰う約束だったという。民主党などの野党勢力は、内政を、父の朴正煕と同様の公安統治と批判している。証拠を偽造した脱北者は、自殺未遂を犯している。国家情報院の院長南在俊は、検察に告発されている。この事件では国情院の職員4人が起訴され、起訴猶予となった職員の1人が自殺未遂を犯した。2014年4月15日、朴槿恵と南在俊は、謝罪に追い込まれた。
その出自と手法から「独裁者の娘」と国内外から批判されたこともあり、父の朴正熙と同様の権威主義体制との指摘もされている。大統領選では、父の体制を支えた旧KCIAの後身である韓国の諜報機関が、インターネット上で朴の対立候補を誹謗中傷していた事が暴露されている（大韓民国国家情報院の大統領選挙介入事態）。この事件を告発した検察官は、不倫疑惑で辞任したが、大統領府の高官がこの検察官の私生活を違法に紹介していたことが明らかとなっている。公安通の黄教安を起用したため、「強権的」「公安統治の復活」とも非難された。2013年12月には、北朝鮮を支持する国家反逆的な声明を出したという理由で、統合進歩党の解散請求を行っている。国家保安法に基づく立件は、2008年には31件であったが、2013年には102件へ増えた。また、朴正熙を事実上の終身大統領にした非民主的な「維新憲法」の草案を作成して法務部長官や検事総長も務めた旧KCIAの元幹部である金淇春を大統領府秘書室長として重用し、政権に批判的な文化人をリストアップするなどその影響力から金秘書室長は「王室長」と呼ばれた。また、朴槿恵政権では弾劾が棄却された際に韓国陸軍の戦車をソウルに展開させて報道も検閲するという軍政時代の5・16軍事クーデターや5・17非常戒厳令拡大措置を連想させる戒厳令が計画されていた。

#### 外交・対北朝鮮政策
外交政策は、彼女の国政哲学を反映している。韓国の外交部は「国民幸福ㆍ韓半島の幸福ㆍ地球村の幸福の具現」を外交ビジョンとして提示し、外交活動の3大目標として「韓半島と東北アジアの平和と共同発展」・「人類の発展に貢献する信頼される韓国」・「国民幸福の増進と魅力的な韓国実現」を提示した。
一方、対北朝鮮政策は、彼女が提示した4大国政基調のうちの1つである平和統一の基盤構築’の実現に重点を置いている。具体的には、南北間の信頼形成を通じて対北朝鮮関係を正常化させ、平和統一のための基盤とそれに備えた韓国の力量を強化することに力を注いでいる。(韓国統一部)

#### 韓半島信頼プロセス
堅固な安保を通じて北朝鮮の核を許さない。北朝鮮の挑発には断固として対応する一方、南北間の対話と交流・協力を通じて信頼を築くことによって、韓半島に持続可能な平和を定着させ、平和統一の基盤を構築することである。
朴槿恵大統領は訪中(2013.6.27-30)の際に、中国メディアとのインタビューでも自身の構想について説明した。朴大統領は、「韓半島信頼プロセスは、北朝鮮が非核化を選択した場合を想定している。具体的には北朝鮮に対する人道支援と低いレベルの経済協力延いては交通・通信の大規模インフラ投資まで含まれた非常にマクロ的な対北朝鮮政策である。もし北朝鮮が核を放棄して国際社会の要求に前向きに応えれば、韓国は北朝鮮を積極的に支援し、南北共同発展を実現していく計画だ」と説明した。

#### 東北アジア平和協力のための「ソウルプロセス」
「東北アジア地域には、経済的力量と相互依存が増大しつつあるにもかかわらず、過去の歴史から始まった葛藤はより深刻化され、政治・安保面の協力は後退するアジア・パラドックス”が現れている。このような状況を克服するためのビジョンとして東北アジア平和協力構想を推進する」と断言した。つまり、東北アジア平和協力構想は東北アジアの重要性が増大する世界史的な転換期を迎え、域内国家との多国間の協力メカニズムを構築し、東北アジアの平和と協力を保障することである。

#### 北東アジア列車フェリー構想
2007年の大統領候補予備選において、李明博の「朝鮮半島大運河計画」に対抗して「北東アジア列車フェリー構想」を唱えた。これは鉄道や船舶を用い、韓国と日本・中国を結び、国家間の協力や交流を強化することを目的とする。
具体的には、東京で貨物や旅客を載せた列車を博多まで移動させ、博多湾から列車を船に載せて釜山に輸送する。釜山から韓国の鉄道を経由し仁川や平沢に移動し、今度は中国へ向かう船に列車を載せ、煙台・大連へと物資や人を輸送する、というものであった。最終的にはロシアや中央アジア、欧州まで列車で輸送できるようにするとした。この構想の実現により物資を船に積み替える作業が不要になる他、輸送費を34%削減でき輸送距離も64%縮められるというメリットがあるとされた。

#### 北朝鮮

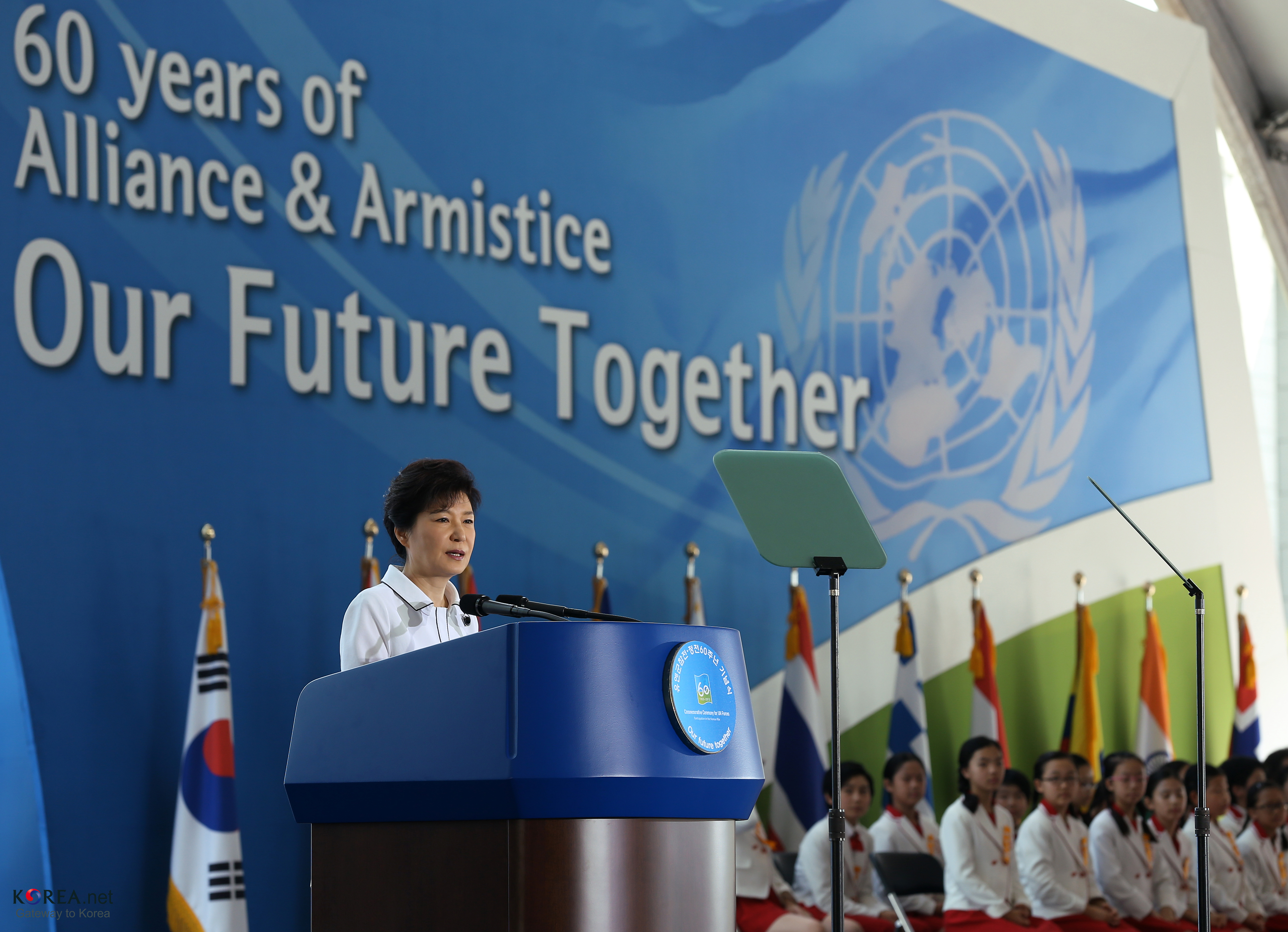
朝鮮戦争60周年で朝鮮戦争に国連軍として参加して戦死した各国の兵士に感謝する演説を行う朴槿恵

朴槿恵大統領の北朝鮮ㆍ統一問題に関する政策ビジョンと構想は、彼女の韓半島信頼プロセスに細かく盛り込まれている。
朴槿恵大統領は統一問題に対し、「統一は必ず実現すべきだ。統一の究極的目標は、南北ともに国民の生活の質を高めることで、それを実現するためには国際社会の協力と共助が必要だ」と言及した。(2013.5.15、連合ニュース)
また「南北統一は、信頼構築と平和定着・経済共同体建設・政治統合の3段階を通じて成し遂げていく。そのために対北朝鮮人道支援・離散家族再会の定例化・開城工業団地の国際化・地下資源の共同開発・北朝鮮の電力と交通と通信などのインフラ拡充を進める」と明らかにした。(2013.7.12、東亜日報)
朴槿恵大統領が原則に基づいて対応した結果、北朝鮮は韓国に対する挑発ㆍ威嚇を中断し、2013年6月6日に祖国平和統一委員会の報道官特別談話を通じて開城工業団地の正常化と金剛山観光の再開の問題を協議するよう韓国に提案した。2013年7月3日には板門店連絡官を通じて開城工業団地に入居した韓国企業らと団地管理委員会職員らの開城工業団地への訪問を認めた。
韓国のアジア第4位の資本と技術力が北朝鮮の人的資源や天然資源と結びつけば飛躍と活力の源泉になると主張しており、南北統一に意欲を見せている。
しかし北朝鮮は2014年2月下旬より、短距離ミサイルやロケット弾の発射を繰り返し、3月3日・3月26日には弾道ミサイルのノドンを発射した。3月27日、国際連合安全保障理事会は緊急会合を開き、ノドン発射を安保理決議違反として非難する談話を発表した。3月31日には、北朝鮮が北方限界線近くの黄海で射撃訓練を実施、計約500発を発射し、うち約100発が韓国側の海域に着弾した。これに対し、韓国側も応射した。この一連の動きは、日米韓の連携を牽制するとともに、北朝鮮との交流を主張しながらも、韓国主導の「吸収統一」構想や非核化に言及し、韓国独自の制裁の緩和・解除には言及しない不満や失望の現れとも指摘されている。また、2014年4月12日、北朝鮮の国防委員会は、朴槿恵がドイツで行った南北統一に向け交流の拡大を訴えた演説について「民族反逆者のたわ言」と批判した、2016年に韓国政府は開城工業団地を運用停止した。また、政権後半にはかつて朴槿恵の父である朴正煕と北朝鮮の最高指導者金正恩の祖父である金日成が文世光事件や青瓦台襲撃未遂事件、空軍2325戦隊209派遣隊で互いに暗殺を試みたように朴槿恵と金正恩の双方が双方を殺害する作戦を計画するなど南北関係は極度な緊張状態となった。金正日の長男である金正男がマレーシアで暗殺された事件でも「南朝鮮の朴槿恵逆徒」の陰謀であると北朝鮮は非難した。北朝鮮は金正恩暗殺計画を理由に朴槿恵と、李炳浩（同じく金正恩の暗殺作戦をアメリカのCIAと共に計画したとしている前国家情報院院長）を極刑に処すための引き渡しも韓国に要求した。

#### アメリカ

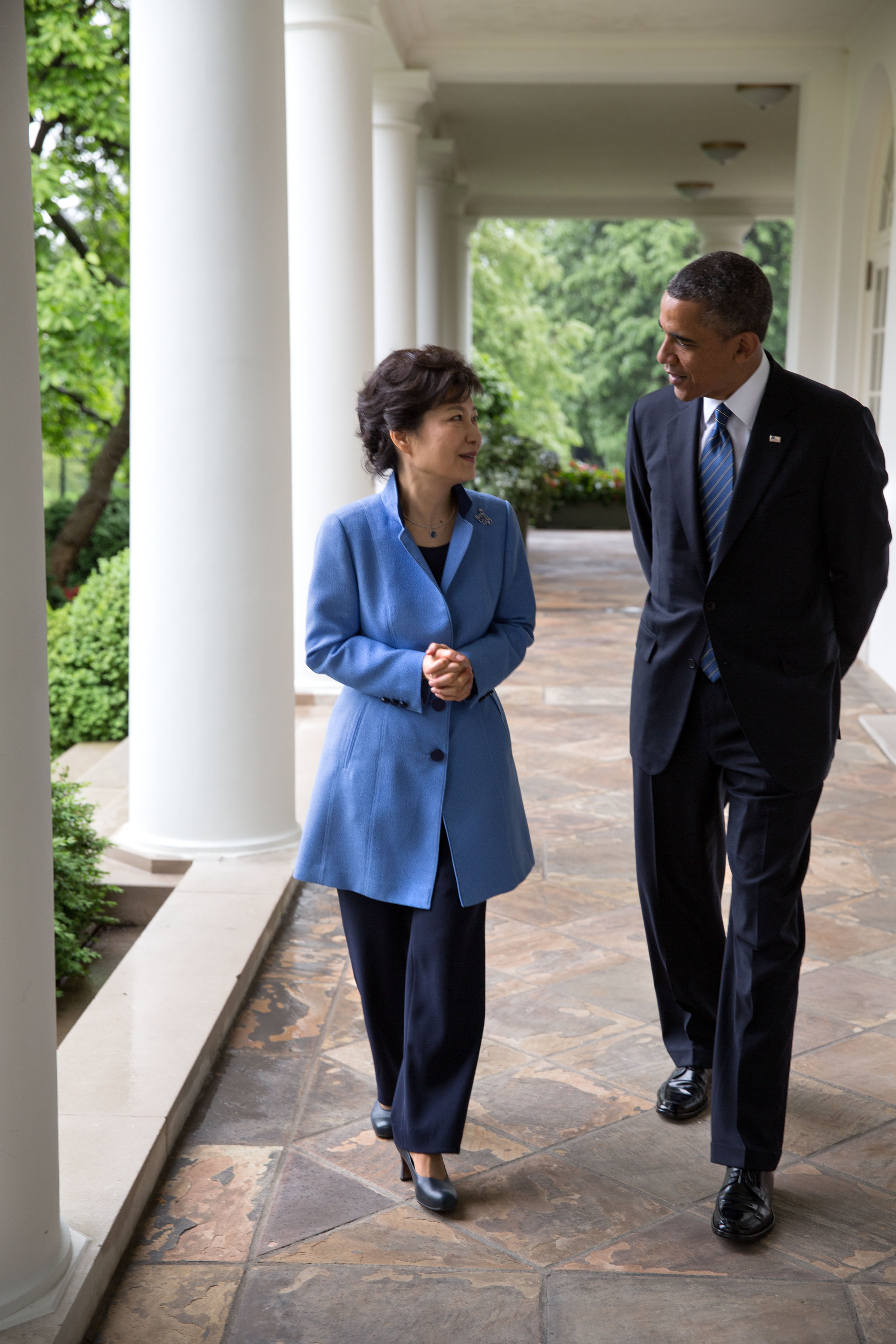
2013年5月7日、ホワイトハウスでオバマ大統領と

大統領就任後は初の外交・首脳会談としてアメリカ合衆国を4泊6日の旅程で2013年5月5日に訪問した。米韓首脳会談でバラク・オバマ大統領が、北朝鮮の核・ミサイル問題解決のため日米韓の3か国の結束の重要性を強調すると、朴大統領は「北朝鮮が正しい方向に向かうよう、韓国と米国が連帯して取り組む」とした。この訪米中に、朴大統領のスポークスマンである尹昶重（ユン・チャンジュン）の性的スキャンダルが発覚し、本格外交デビューに汚点を刻んだ。
半島での戦争防止と北朝鮮の核問題解決はもちろん、自身の推進する韓半島信頼プロセスと東北アジア平和協力構想を実現するためにはアメリカの協力が極めて大切であると認識し、韓米関係の増進に関心を傾けている。
大統領就任の慶祝使節で訪韓したアメリカのドニロン国家安保補佐官に「北朝鮮の核武装は決して容認できず、北朝鮮の挑発に対して韓米共助に基づいて国際社会が断固として対応する」と強調した（2013.2.28、ニューシース）。就任後初の海外訪問先としてアメリカを選択し、2013年5月5日から9日までワシントンD.C.、ニューヨーク、ロサンゼルスを訪問した。
アメリカを訪問し、オバマ大統領との首脳会談とアメリカ連邦議会上下両院合同会議での演説などを通し、過去60年間維持された韓米同盟関係をより強固にし、未来志向的に発展していくことに合意した。一方、彼女は自身の韓半島信頼プロセスと東北アジア平和協力構想に対するアメリカの支持を得た。(2013.5.8、韓国大統領府報道資料)
2013年12月6日に韓国を訪問したバイデン副大統領との会談の頭撮りの際に、バイデンから「アメリカの反対側に賭けるな」と「離米従中」を批判された。外交部は「通訳ミス」と誤魔化そうとしたが、ホワイトハウスがバイデンの発言を公表したため水泡に帰した。
2014年10月に戦時作戦統制権の韓国への移譲を無期限延期して、有事の際の金正恩ら北朝鮮要人を殺害する斬首作戦を訓練計画に盛り込み、2016年3月に実施した史上最大規模の米韓合同軍事演習の中に斬首作戦もあったことから北朝鮮の猛反発を招いた。また、2016年10月には北朝鮮の核の脅威に対抗するため、1991年に撤去された戦術核兵器の再配備をアメリカに要請していた。
2015年10月16日にワシントンでの米韓首脳会談後の共同会見で、オバマ大統領が「韓国がアメリカと同じ声をあげることを期待する」と発言した。2015年9月3日に中国が天安門で開いた中国人民抗日戦争・世界反ファシズム戦争勝利70周年記念式典に西側首脳として唯一参加したうえ、南シナ海での中国の違法行為を韓国が一切批判しないことを非難したと受け取られた。

#### 中華人民共和国

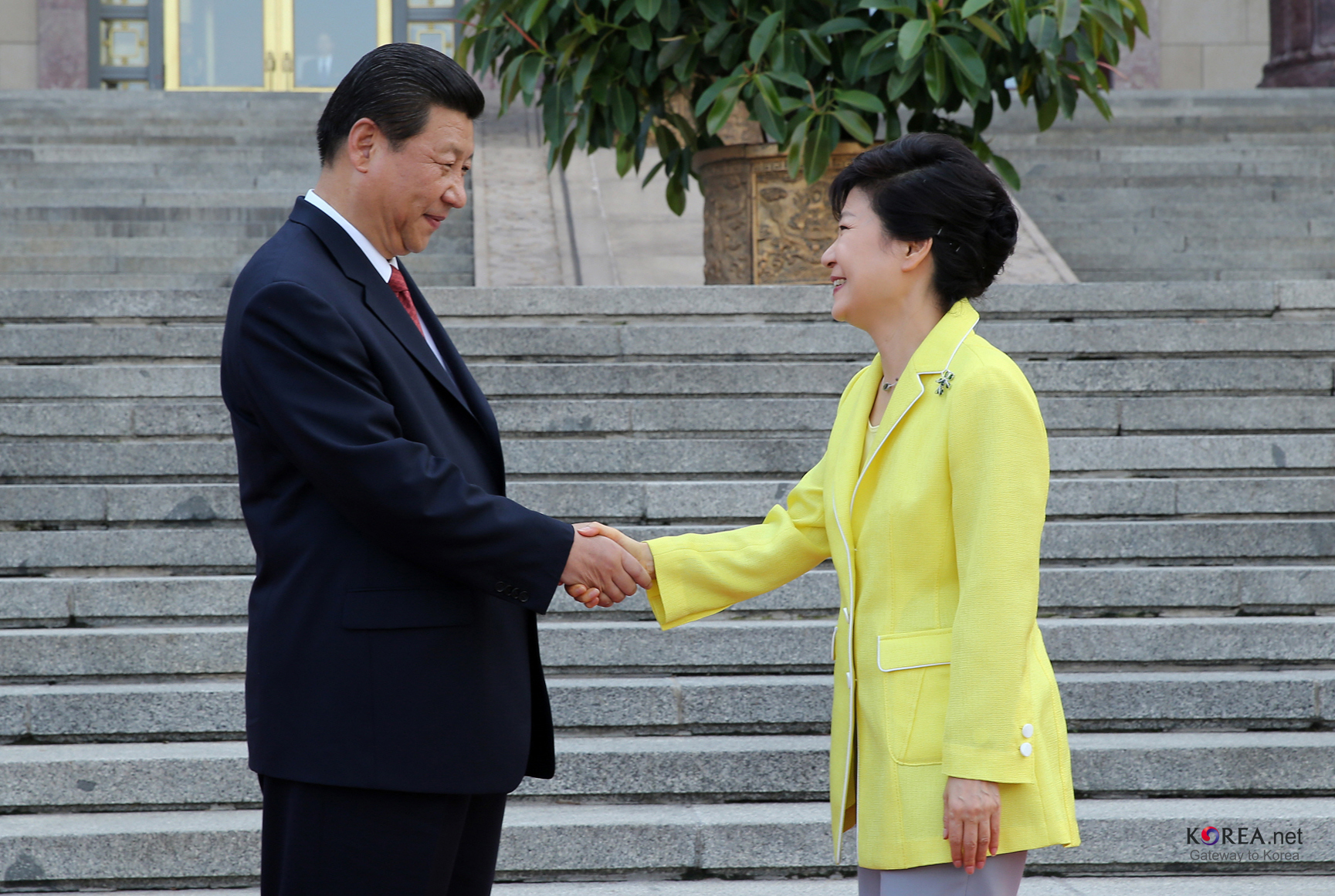
2013年6月27日中国共産党総書記習近平と

韓国国内における「親中派」の政治家として知られ、父・朴正煕から「三国志」を贈られて以来中国文化に親しみ、初恋相手は趙雲とも語っている。大学時代には中国語を専攻し、台湾の大学に学位も持つことから親華派・親台派ともされ大統領就任式には台湾から馬英九総統の名代として王金平立法院長らも出席した。大統領に就任する前や大統領選挙当選の直後でも中国重視の姿勢を明確にしてきており、その結果、政権における中国の重要性は、日本を上回るだけではなく、同盟国であるはずのアメリカ合衆国に匹敵するほどである。
政権の韓国では中華人民共和国との自由貿易協定が締結され、中国が米国を抜いて韓国国債の最大保有国となっている。中国は韓国の最大貿易国(2012年、2,151億ドル)であり、最大投資相手国でもある。韓中間には、毎週800便以上の航空便が運行されており、6万人の韓国留学生が中国で、そして6万8千人の中国留学生が韓国で勉強している。
政権の対中外交努力は2013年6月27日から30日にかけての中国の国賓訪問ではっきりと表れた。朴大統領は自身の中国訪問のスローガンを「心と信頼関係を築く旅」（心信之旅）と定めた。その際には流暢な中国語を披露し、中国のネット世論からも高く評価されていた。中国共産党政府も中国語に堪能な朴大統領との関係発展に期待し、訪中した朴大統領は歴代の韓国大統領とは比較にならないほどの大歓迎を受けた。習近平中国共産党総書記（国家主席）との首脳会談及び「韓中未来ビジョン共同声明」の採択などにより、韓中間「戦略的協力パートナー関係」を充実させ、習総書記の提唱したアジアインフラ投資銀行（AIIB）にも参加し、両国間の経済協力と文化交流を深めた。また、政治と安保面での協力の幅を広げ、中国人民抗日戦争・世界反ファシズム戦争勝利70周年記念式典に主賓クラスの待遇で招待され、パレードで金日成の所属した東北抗日連軍の模範部隊も参観したことも韓国メディアに注目された。パレード後は中国政府が改修費用を全額負担した大韓民国上海臨時政府庁舎の再開館式にも出席した。日本だけでなく、中華圏との経済交流にも必要な漢字教育を重視し、朴槿恵政権が小学校教育での漢字併記を決定した際は「漢江」「漢城」など中国由来の文字を批判してきた韓国の民族主義者やハングル関連団体などの猛反発で脚注での表記への修正を余儀なくされた。朴大統領は、中国訪問期間中に今までタブー視された朝鮮統一問題について議論を始めた。尹炳世外務長官は、「韓中が統一問題に対する議論の口火を切った。両国の指導者が意見を交わしたため、統一問題について本格的に議論できるだろう」と言及した（2013.7.12、東亜日報）。朴槿恵政権が、冷え切った日韓関係の修復に必ずしも積極的に動き出さない理由は、彼女が中国との密接な関係を何よりも重視し、それを歓迎する保守派の世論動向にあるとの分析がある。また、友好の証として2013年に朴槿恵の提案した朝鮮戦争で韓国軍と戦った中国人民志願軍の遺骨返還は2014年に始まった。
北朝鮮の問題でも北朝鮮が核爆弾及び長距離弾道ミサイルの開発を継続して朝鮮半島の安定と平和に緊張をもたらしている状況から、北朝鮮に大きな影響力を持ち、6か国協議主催国の中国に働きかけを行った。しかし、2016年1月の北朝鮮の核実験後、韓国が中国に対北朝鮮制裁で協力を求めたが、中国側は対話を通じて解決することを強調した。また、2015年12月には父親の朴正煕がかつて開設を目指した中韓のホットラインを設置することに成功するも、ホットラインによる協議を北朝鮮の核実験後に韓国側が要請したが、中国からの回答待ちで機能しなかった。これについて、朝鮮日報は朴槿恵政権の対中外交に成果がなかったと批判した。その後、2月末に中国側が対北朝鮮制裁決議を全面的に履行するとの立場を明らかにした。これは米国によるTHAADミサイルの韓国配備について、米韓両国が公式協議の開始を決めたことがある程度の影響を及ぼしたと見なされている。中国は、THAADミサイルが配備されれば、中国もともに監視されることになると警戒していた。
2016年7月8日に韓国国防省と在韓アメリカ軍がTHAADミサイルを在韓アメリカ軍に配備することを最終的に決定したと発表したことに対し、中国側は「強烈な不満と断固とした反対」を示した。中国とロシアは中露安全保障会議を開いて米韓のTHAAD配備決定に対して報復措置を実施することを表明した。中国とロシアはTHAAD配備の動きに反発して中露初のミサイル防衛合同演習も実施していた。その後、韓中関係が急速に冷え込み、中国で「禁韓令」「限韓令」と呼ばれる反韓政策も起きた。

#### 日本

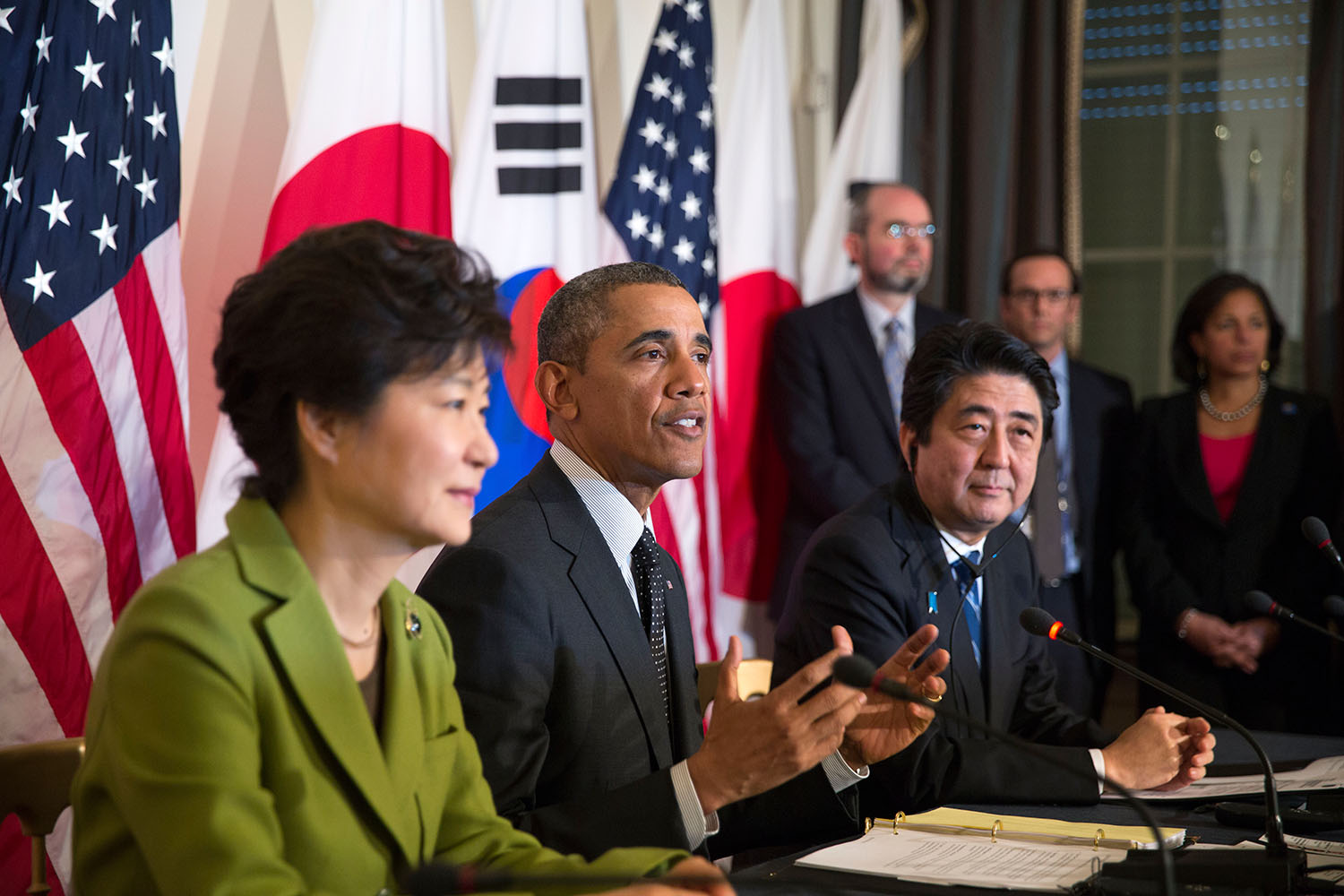
アメリカのオバマ大統領、日本の安倍首相と共に（2014年3月25日）

大統領就任前は竹島問題・慰安婦問題における韓国政府の立場を堅持しながらも、歴史教科書問題では親日あるいは知日派的な保守の政治家とされ、教科書国定化の際は植民地時代に肯定的なニューライトの学者を重用している。大統領罷免後に収監されたソウル拘置所で日本の山岡荘八の歴史小説を耽読してることが注目された際は韓国世論から「やっぱり親日」「日本で政界復帰すればよい」と非難する声が上がった。
父親同士が親密だった安倍晋三とも内閣官房長官時代に神戸ビーフを贈られ、手紙をやりとりするなど交流が深かった。2012年に両者が内閣総理大臣と大統領にそれぞれ就任した際は同年に中国共産党総書記に就いた太子党の習近平と並べて「日中韓は世襲政治家の時代を同時に迎えた」と評された。
「日本の正しい歴史認識を基にして、両国関係が未来志向的に発展することを望む」とし、日韓FTA締結などに積極的な姿勢を見せていた。日本も韓国に配慮して「竹島の日」政府式典を見送り、日韓議員連盟会長の額賀福志郎を特使として、2013年1月5日に派遣した。しかしこの際、朴は額賀の訪問を歓迎せず、会談でも日本の歴史認識に厳しい姿勢を示した。ただし、同年2月にソウルで開催された討論会で、韓国に対して謝罪を行った元衆議院議長の河野洋平は歓迎され、朴と会談している。
2012年5月に李明博大統領と野田佳彦首相による日韓首脳会談が北京市で行われて以降1度も会談は開催されていなかった。
2013年3月1日の三・一独立運動記念式典では、「（日本と韓国の）加害者と被害者という歴史的立場は1000年の歴史が流れても変わることはない」と演説した。
初の外遊となった2013年5月のアメリカ訪問では、オバマ大統領との会談において、北朝鮮問題に関して中国やロシアの役割への期待を表明する一方、日本を連携国としては言及せず、「北東アジアの平和のために日本は正しい歴史認識を持たねばならない」と批判した。2013年9月30日には、訪韓したチャック・ヘーゲル米国防長官に対して「歴史や領土問題で後ろ向きの発言ばかりする日本指導部のせいで信頼関係を築けない」と発言した。
2013年11月に行ったヨーロッパ歴訪においても、要人との会談において日本批判を繰り返した。11月2日のフィガロ紙に掲載された記事では「（日本の政治家が歴史問題に関して）不適切な言動を繰り返している」「ヨーロッパ統合はドイツが過去の過ちを改める態度を示したからこそ可能になったと思う。日本もヨーロッパ統合の過程をよく調べる必要がある」と答えた。
同年11月4日のBBCとのインタビューでは、北朝鮮に関して「必要なら、いつでも会うことができるという立場だ」と会談に前向きな姿勢を示す一方で、日韓首脳会談においては「首脳会談をしても得るものはない」、「日本の一部指導者は謝罪する気もなく、元慰安婦を侮辱し続けている」と述べた。
同年11月7日に行われたベルギーのディルポ首相との会談では、「北東アジアでの政治・安保の対立が拡大している」と日本を暗に批判した。同年11月8日には欧州連合ヘルマン・ファン・ロンパウ欧州理事会議長との会談後の記者会見で、慰安婦問題に関して「日本には後ろ向きの政治家がいる」、「（安倍首相との会談は）逆効果」、「日本の指導者は考え方を変えるべきだ」と述べた。
大統領就任から日韓首脳会談を拒否してきたが、2014年3月21日に日本・アメリカ・韓国の3カ国による首脳会談を発表。仲介に乗り出したアメリカ合衆国と日本に押し切られ、事実上の外交敗北との評価もある。
日本時間26日未明にオランダのハーグで会談した。冒頭発言で安倍首相がほほ笑みながら朝鮮語で挨拶するも、朴は硬い表情のまま目を合わせることもなかった。カメラマンが3氏による握手を求めても朴が応じないなど、冷え込んだ日韓関係を象徴する異様な首脳会談となった。
2014年10月6日に「(世界的に不透明感が強まっているため）株式市場を含む国内の市場ではボラティリティが高まっており、(韓国の)輸出企業の利益が円安のせいで悪化する恐れがある」と日本の為替相場に異例の言及をした。
2015年11月2日には李明博竹島上陸・韓国による天皇謝罪要求などでの中断から3年ぶりに開催される日中韓首脳会談出席のための安倍首相の訪韓に備えて韓国側は朴主催の昼食会などを交換条件に慰安婦問題での「譲歩」を要求したが、日本側は拒否した。日中韓首脳会談では2018年平昌オリンピック・2020年東京オリンピック・2022年北京オリンピックに向けた3カ国のスポーツ交流強化と日中韓FTAの交渉加速や北朝鮮核問題での連携などを掲げた共同宣言が採択され、主催国の面子を保つために中国の李克強国務院総理と安倍首相の双方と手を携える一方、中国と対照的に日本の安倍首相とは夕食会を行わなかった。
2015年12月28日には日本政府と慰安婦問題日韓合意を成立させ、2016年3月には日米韓が対北朝鮮ではあらゆる協力をすることで一致し、同年6月には北朝鮮への対策で日米韓は初のミサイル防衛共同演習を行った。元駐韓日本大使の武藤正敏は、「もともと反日だったが、安倍政権と慰安婦問題を片付けねばならないと覚悟を決めてから関係が良くなった」とする。また、職務停止直前の同年11月には再び日米韓で合同訓練を行い、野党の反対を押し切って日韓の初の防衛協力協定である日韓秘密軍事情報保護協定（GSOMIA）も北朝鮮に対抗するために締結した。

#### ロシア

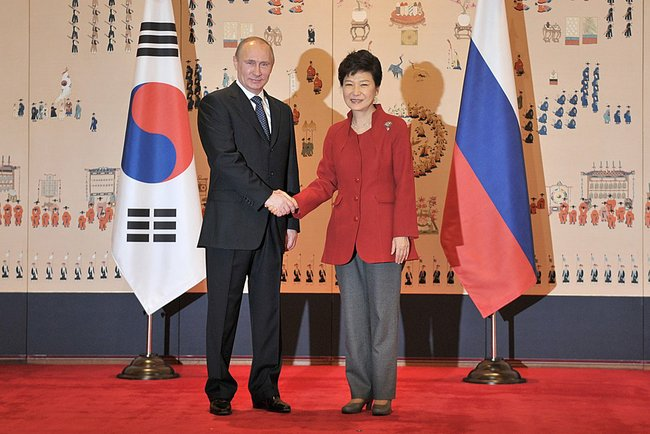
ロシアのプーチン大統領と（2013年12月11日）

自らの「ユーラシア・イニシアチブ」構想に基づき、ロシアが韓国の重要な「協力パートナー」であるとの認識の下、東方政策（ロシア）と新北方政策（韓国）の接点を通じた両国の関係発展に大きな期待を寄せている。首脳会談でも朴槿恵大統領はロシアのプーチン大統領とユーラシア経済連合と韓国のFTA締結を推進することで一致している。特に「韓半島信頼プロセス」と「東北アジア平和協力構想」などの国政課題を実現するためにもロシアの積極的な参与を重視しているとされる。
また就任式出席のために韓国を訪問したロシアのイシャエフ極東開発相と接見し、極東・東北アジア地域での協力など、両国の関心事及び関係強化方案について意見を交した。「ロシアは韓国の重要な戦略的協力対象国だ。最近の羅老科学衛星発射成功は両国の互恵的協力の産物であり、今後関係発展の前向きな手がかりとなる」と言及し、6カ国協議に対するロシアの積極的な参加が韓半島の緊張緩和に寄与すると期待感を示した。

#### イギリス
イギリスは朝鮮戦争に対してアメリカに次ぐ最大の兵力を派遣した友好国である。2013年7月12日にロンドンで開催された韓国戦争参戦イギリス老兵たちの6.25停戦60周年を記念する街頭行進行事に感謝メッセージを寄せた。またイギリスの6.25参戦の功を称え、6.25参戦碑の設立を推進している。
また2013年11月にイギリスを国賓訪問した。韓国の大統領が国賓の肩書きでイギリスを訪問したのは、盧武鉉元大統領以降今回が2回目で、9年ぶりのことである。これは両国間の緊密な友好関係を反映するものであり、王室が招待したVIPとしてバッキンガム宮殿に滞在するなど、最高の儀典と礼遇を受けた。

#### フランス
自叙伝をはじめ、各種演説でフランス留学経験について言及するなど、フランスに対して格別な関心を示している。フランスの対北朝鮮政策について「フランス政府は、北朝鮮の核問題の解決・北朝鮮の人権改善や非政府機構(NGO)の活動保障を、対北朝鮮関係改善の先決条件として提示してきた。これは、韓国の対北朝鮮政策の方向とも一致しており、こうしたフランスの立場が韓国にも大きな力になっている」と評価した（2013.7.12発刊フランス‘Politique Internationale誌’夏号」）。

#### ベトナム
2001年に金大中大統領（当時）がベトナムのチャン・ドゥック・ルオン国家主席に、朴正煕政権下での韓国軍のベトナム戦争参戦を謝罪した際、「金大統領の歴史認識を憂慮せざるを得ない。参戦勇士の名誉を傷つけるものだ」「大統領の歴史認識に大きく懸念せざるを得ず、参戦勇士らの名誉をこのように傷つけてもいいのか尋ねずにはいられない。（この発言は）韓国戦争参戦16カ国首脳が金正日総書記に『不幸な戦争に参加し北朝鮮国民に苦痛を抱かせたことに対し謝罪する』と言うのと同じとんでもないことだ」と批判しており、その後も顕忠日などでベトナム戦争に参戦した韓国軍兵士の激励を欠かしていない。
大統領就任以来日本に対して「過去を直視せよ」と迫り、2013年8月15日の光復節では「過去を直視する勇気と相手の痛みに対する配慮がなければ未来を開く信頼を重ねていくことは厳しい」と演説したが、2013年9月のベトナム訪問では、ベトナム戦争時の韓国軍兵士に性的暴行されたベトナム人女性や虐殺されたベトナム人遺族に対する謝罪は一切無く、「過去を直視する勇気と相手の痛みに対する配慮」を示すことは無かった。これに対して、「日本には、『過去を直視せよ』『相手の痛みに配慮せよ』と鋭く要求しておいて、自国のことになると、知らぬ顔をしているのは偽善的ではないか」という指摘があり、西原正は「（韓国は）ベトナムに対しては歴史認識（ベトナム戦争中の韓国兵によるベトナム人に対する蛮行）を政府間の協議事項としないことで、1992年に国交を正常化している。ベトナム側が協議事項としなかったことが、韓国には幸いしたのである。日本は韓国がこの蛮行に対して何の償いもしていないことを想起させながら、歴史問題を外して両国間（日韓間）の重要な問題に取り組むべきことを促すべきではないだろうか」と述べている。
2013年9月のベトナム訪問では、ホー・チ・ミン廟の参拝や献花の時を含めてベトナム戦争についてまったく触れず、ベトナム戦争時に韓国軍兵士に性的暴行されたベトナム人女性や虐殺されたベトナム人遺族に対して謝罪をしなかったが、『ハンギョレ』は、韓国が日本に対してしきりに「歴史直視」を要求していることと矛盾していると批判している。ベトナム戦争の際の謝罪をベトナム側から求められなかったことに関して、韓国政府高官は「過去に対する韓国とベトナムの成熟した立場と誤った歴史認識に閉じ込められている日本と自然に比較されないか」として、「日本への圧迫」になると主張している。これに対して黒田勝弘は、「ベトナムが韓国に歴史認識の一致や謝罪、反省を求めず未来志向の協力関係を重視する成熟した態度は、日本ではなくむしろ韓国の対日姿勢に対する教訓であり圧迫になる」と反論している。なお、ベトナムは60年以上も植民地支配したフランスに対して謝罪、反省、補償などを一切要求していない。
2015年10月13日からのアメリカ訪問に合わせて、15日にベトナム系アメリカ人団体がワシントンで記者会見し、ベトナム戦争当時数千人のベトナム人女性が韓国軍兵士から性的暴行を受けたとして、韓国政府による謝罪と賠償を求める請願書を提出したと発表し、15日付けの『ウォール・ストリート・ジャーナル』に、韓国軍兵士による性的暴行の被害に遭ったベトナム人女性4人の顔写真を掲載して「朴大統領、私たちはレイプされました。謝罪するべき時です」という公式謝罪を要求する意見広告が掲載された。
2015年にはベトナムとのFTAを締結した。

#### 弾劾・罷免
2016年10月末に発覚した友人崔順実の国政介入問題（いわゆる「崔順実ゲート事件」）により、支持率が急落した。11月初頭には5パーセントまでに下落し、伝統的な左派地盤である全羅南道では0パーセントになった。この問題に対して数度の国民向け談話を発表し、2回目の談話にて「夜も眠れず、こんなことをするために大統領に就任したのかと思うほど、辛い思いばかりしている」と悔恨の念を示した。そして11月29日には3回目となる談話で大統領任期の短縮を含む自らの進退をすべて国会に委ねる意向を表明した。
12月9日に国会で弾劾訴追案が可決され、弾劾訴追議決書の送達を受けた同日19時3分から大統領としての職務が停止された。しかし、その7日後の、12月16日には弾劾訴追案の審議を行う憲法裁判所に対して、国会による弾劾訴追を棄却するよう求める答弁書を提出した。職務停止以降、大統領代行として黄教安が職務に就く。翌2017年2月28日には特別検察官が国政介入疑惑における収賄を認定、3月10日午前11時21分に憲法裁判所により、罷免が裁判官8人全員(裁判官の定員は9名だがこの時は任期満了で1名が退任していたため、欠員1)の一致で宣告されて直ちに失職した。これにより、1987年の民主化の際に大統領の弾劾制度が導入されて以降史上初めて弾劾で罷免されたことにより失職した大統領となり、その治政は4年と14日（1475日）で幕を閉じた。

### 大統領罷免後
2017年3月21日にソウル中央地検に出頭。2017年3月27日、検察は大統領の地位と権限を利用したことは重大で、証拠を隠滅する恐れもあるとして、ソウル中央地方裁判所に朴の逮捕状を請求した。30日には逮捕状を出すのが妥当かどうかの審査が行われ、朴も出席した。その結果、朴は翌日未明に逮捕された（韓国大統領では3人目の逮捕者）。4月17日に起訴され、5月23日の初公判に出廷し、職業を問われると無職と答えた。共犯者とされる崔順実が近くに座ったが、互いに目を合わせることはなかった。弁護人は「推論と想像に基づく起訴で共謀関係が立証されていない」と述べ、朴自身も18件の起訴内容をすべて否認した。
2017年11月3日に自由韓国党の洪準杓代表は「文在寅政権は自由韓国党に『朴槿恵政党』のレッテルを張り、保守勢力を滅ぼそうとしている」と主張し、統一地方選にも備えるために自由韓国党から除名したと発表した。これには党内の親朴派が反発している。
2018年2月27日の崔順実ゲート事件の公判で検察側は懲役30年、罰金1185億ウォンを求刑し、ソウル中央地方裁判所は4月6日に懲役24年、罰金180億ウォンの有罪判決を言い渡した。
収監後は度々体調不良を訴え、足指の治療のため病院で検査を受けたり腰痛の治療を受けたりした。
崔順実ゲート事件の控訴審では2018年8月24日にソウル高等裁判所より被告に懲役25年、罰金200億ウォンの有罪判決が言い渡された。
2016年の総選挙で当時の与党・セヌリ党（現自由韓国党）の公認手続きに違法に介入したとされる事件（崔順実ゲート事件とは別の事件）で、ソウル高裁は2018年11月21日、朴被告に公職選挙法違反の罪で、一審と同じ懲役2年の実刑判決を言い渡した。
2019年4月17日に弁護人が「頚椎および腰椎のヘルニア症状などが好転しない」などと主張して検察に対して刑の執行停止を申請したが、朴の健康状態を確認した医師や検事合わせて7人からなる審議委員会では刑の執行停止の条件に当たらないとする意見が半数を超え、4月25日にソウル中央地検は朴の健康状態は収監生活が可能な水準だとみて、「刑の執行により健康を損なわれるか、生命を保全できないおそれがある場合」には当たらないと最終判断し、刑の執行停止を認めない決定をした。
崔順実ゲート事件の上告審では、2019年8月29日に最高裁（大法院）が、1・2審の判決は大統領などの公職者に適用された特定犯罪加重処罰法上の収賄罪はその他の罪と分離して宣告しなければならないとする公職選挙法の規定に違反しているとして高裁判決を破棄し、ソウル高裁に差し戻した。2020年5月に開かれた差し戻し審の論告求刑で検察側は収賄罪に懲役25年・罰金300億ウォン、職権乱用権利行使妨害など他の罪に懲役10年・追徴金33億ウォンをそれぞれ求刑（合計懲役35年・罰金300億ウォン・追徴金35億ウォン）したが、7月10日の公判では懲役20年・罰金180億ウォン・追徴金35億ウォンの判決が言い渡された。2021年1月14日、最高裁（大法院）が控訴審差し戻し判決を支持したことで、懲役20年、罰金180億ウォンなどの判決が確定した。大統領在任中の2016年総選挙に関する事件で懲役2年の刑が確定しているため、計22年の懲役となる。
2021年3月23日に罰金などを期日までに納付しなかったとして、自宅の差し押さえが発表された。競売にかけられ、38億6400万ウォンで落札された。
2021年12月24日大韓民国政府は12月31日付で行う新年の特別赦免・減刑・復権措置に含めることを決定し釈放されることとなった。ただし、実刑が確定しているため、大統領経験者に対する各種礼遇は人身警護及び私邸警備等を除き大部分失されたままである。大韓民国政府は「恩赦が国民統合の契機になることを願う」とコメントした。
2022年3月24日、ソウル市内の病院を退院し、国立ソウル顕忠院にある父・朴正煕の墓を参拝した後、故郷大邱の達城郡にある自宅に帰った。自宅前で待機していた多数の支持者に向かって演説を行なったが、途中に「HR人民革命党」「司法殺人」などと書かれた紙を胸元に掲げた男性に焼酎の瓶を投げられ一時中断した場面もあった。
2022年4月12日、大統領に就任する予定の尹錫悦が朴槿恵のもとを訪問し、過去の捜査を謝罪して朴槿恵の名誉回復を約束した。
2022年5月10日、尹錫悦の大統領就任式に参加した。
2022年8月25日、ソウル特別市江南区の中華料理店に姿を見せた。公の場に姿を見せるのは尹錫悦大統領の就任式に出席して以来、107日ぶり。
2023年8月15日、実母である陸英修の忌日にあわせて、慶尚北道亀尾市にある朴正熙元大統領の生家を訪問した。2024年の総選挙を控え、公開外出を事実上再開した。
2023年9月26日、憲法裁判所の弾劾決定から約6年6か月ぶりに韓国の主要日刊紙である中央日報と初めて単独インタビューをした。
崔順実事件によって大統領職から弾劾され任期を終えることができなかった点について「周りの人をまともに観察できなかった本人の不覚があった」と国民に謝罪し、崔順実との関係は政界入門前から知り合いだったため、女性大統領として男性秘書官にさせにくい問題を助ける自分の使い手だったと評し、崔順実事件によって最高裁で有罪判決の確定宣告があった崔順実の私益詐取行為に対してチェがそのような行動をするとはパク自身は想像できなかったという立場を明らかにした。
韓国政界の関心を集めた親朴槿恵性向の政治家の2024年総選挙出馬については、「過去の縁は過去の縁として残ってほしい」と述べ、彼らを助けない考えを明らかにした。
そして在任中にあった事件に対する回顧をしながら、2015年末にあった旧日本軍慰安婦交渉妥結については、「韓日間、過去史の核心懸案だったが、解決されず持続的に続いてきた問題だった」と評し、「この問題については、いつまでも未来世代にまで荷物として残すことはできないと朴自身が考えた」とし、「慰安婦交渉過程で被害者側の意見を反映した合意書を作り、日韓両国間で数多くの努力と協議そして国際社会と外交的な努力が合わさって成し遂げた成果だ」と述べた。しかし、文在寅政府発足後、上記交渉の結果である財団が解散したことについて、「国際的な合意で作られた財団を突然破ってしまえば、国際社会で韓国の信頼性が崩れてしまうことになる」とし、これ以外に他の代案が何があるのか分からないという立場を示した。
2016年末、国会で自分に対する弾劾が取り上げられた瞬間に締結された日韓軍事情報保護協定と関連して、北朝鮮は核とミサイル能力の高度化に没頭していた2016年当時、厳重だった安保状況の中で、韓国軍が情報能力強化のために上記協定の締結を希望し、米国側も韓日間で軍事情報を共有することを望んだと述べ、朴自身が「大統領として韓国軍の安保のために最後にしなければならないこと」という考えで推進することになったという秘話を明らかにした。そして、もし日韓軍事情報保護協定が締結されていなかったら、朴自身が獄中で心的に苦しんだだろうという感想も明らかにした。
拘束以後の刑事裁判過程で2017年10月以後の裁判手続きにボイコットしたことに対しては「すでに結論が決まっている公正でない政治的な裁判」という考えで量刑を気にせず後で真実が明らかになるという気持ちで決めたことだと明らかにした。
このインタビューに対して尹錫悦政府の大統領室秘書官たちは、朴槿恵政府在任末期にあった日韓軍事情報保護協定締結などの部分を肯定評価し、今回のインタビューを皮切りに活動半径が広がることを願うという立場を示し、朴の所属党だった国民の力の院内代表は「朴槿恵前大統領が節制され品格をもって本人の立場を明らかにした」というコメントを出した。 
野党である共に民主党では今回のインタビューに対して「ただ静かにしている方が社会のためにより良い」という酷評を出した。
この中央日報のインタビュー以後、2023年10月から同年年末頃まで中央日報を通じて自身の大統領在任時代と弾劾以後の獄中生活に対する記憶を回顧する回顧録を連載する予定であり公開活動を完全に再開したというニュースを伝えた。

## 発言
- 李明博大統領が2007年大統領選挙時に公約として掲げていた東南圏新空港建設を2011年4月1日に白紙化[194]したことに対し、「国民との約束を破り遺憾だ」と述べ李明博大統領を批判するとともに、東南圏新空港を大統領選公約に掲げる用意があるのかとの質問に対し、「これは引き続き、推進すべきことだと思う」と述べ、公約に掲げる考えがあることを示した[195]。
- 2012年9月24日の記者会見の際に、父親の朴正煕元大統領が起こした5・16軍事クーデターや人民革命党事件について「当時の政権下で弾圧されて苦痛を受けた被害者とその家族に心から謝罪する」と述べた[196]。
- 「創造経済（朝鮮語版）」を提唱[197][198]
- 朴槿恵は大統領就任以来、日本に対し「過去を直視せよ」と迫り、2013年8月15日の光復節では「過去を直視する勇気と相手の痛みに対する配慮がなければ未来を開く信頼を重ねていくことは厳しい」と演説している[142]。
- 2013年10月14日、韓国国会外交統一委員会の国政監査において元慰安婦の金福童から「（父である）朴正煕大統領の時に確実に解決していたら、年を取ってから（日本に）謝罪しろとわめき立てることもなかっただろう」「朴正煕大統領の娘が大統領になったが、（慰安婦問題について）これといった発言が一言もない」などの批判を浴びている[199]（ちなみに金福童は1939年から8年に渡って慰安婦とされたと証言したことで知られる[200]）。
- 2013年10月27日、プロ野球韓国シリーズ第3戦に始球式で登場したが、運動靴が日本企業のアシックス製であったため直ちに批判を受けた[201]。

## 評価

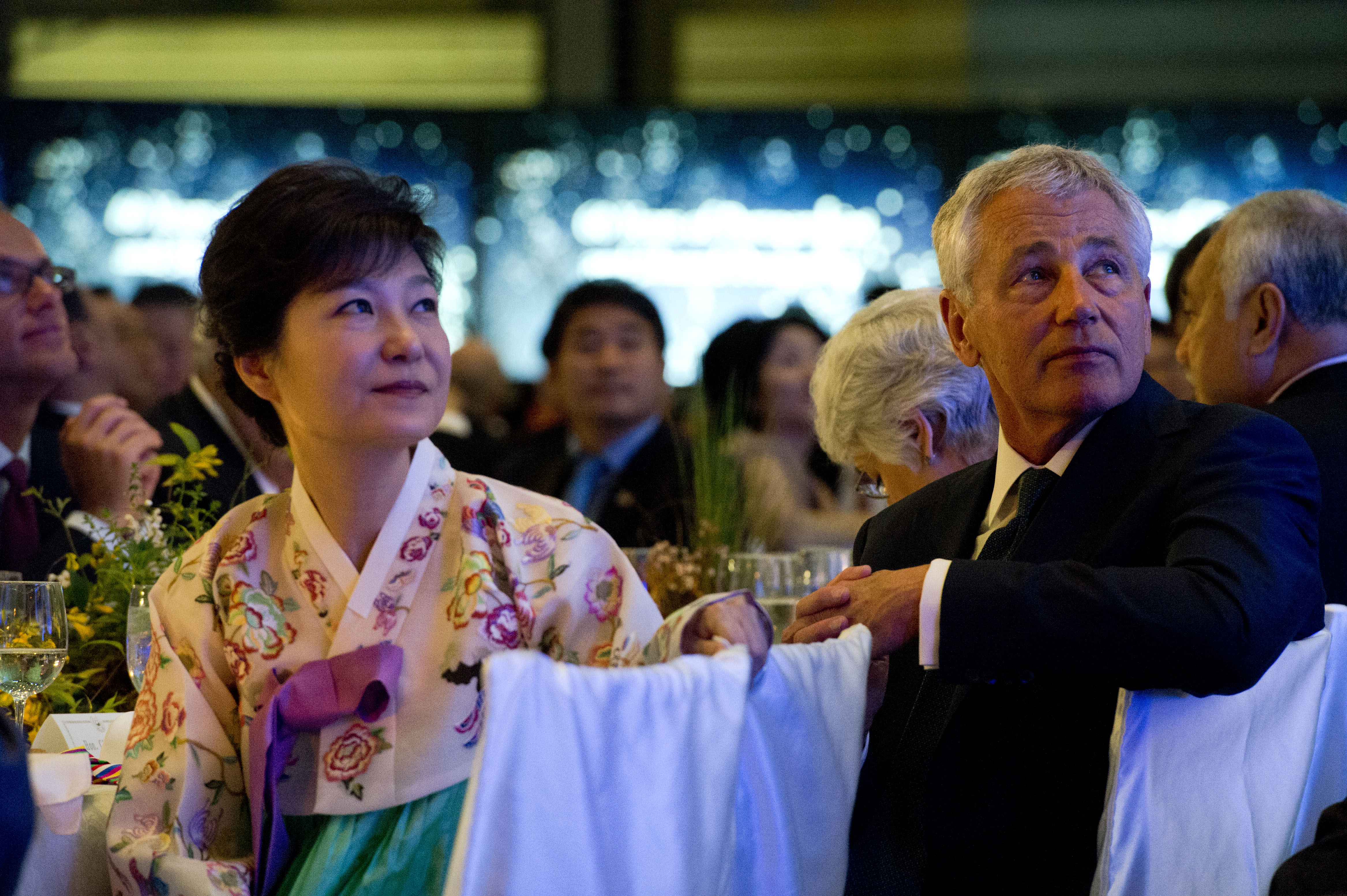
2013年5月、韓服の朴大統領。ワシントンD.C.にて

東洋経済は朴の大統領就任から1年を過ぎた2013年12月での経済面での評価は芳しくなく韓国金融研究院の研究員は「新政権に評価できるだけの経済政策があるのか」と語った。韓国の一般家庭の家計所得は増えたが、家計負債はさらに増えており青年失業率は増加した。貿易に関しても輸出は増えたが輸入は更に増えるという「不況型黒字」となっていると報じた。
中央日報は孔魯明元外務部長官と金永熙中央日報論説委員の対談によって、『日米と中国の間で韓国外交は高度な弾力的対応をしなければならない。』と報じた。
日経ビジネスは朴は外交の成果として中国との友好関係を強調していたがその中国は韓国と管轄権を争う離於島（中国名：蘇岩礁）の上空を防空識別圏に設定した。また、同じく友好を強調していたアメリカ合衆国も、韓国世論が反対する日本の集団的自衛権に賛成の立場を表明するなどしており、朴の外交成果に疑問符が付けられている、と報じた。
産経新聞は、朴槿恵を名指しすることは避けながらも、元総理大臣の野田佳彦が「女学生のような言いつけ外交」と批判するなど、朴の外交姿勢は評価されていない、と報じた。
2013年12月の韓国ギャラップの韓国国内の世論調査によると、朴の国政について「よくやっている」と回答した者が54%に達するなど、任期序盤は韓国内では概ね高評価となっていた。しかし、同じく韓国ギャラップの調査では「朴大統領を支持しない」という回答が40%を超えるなど、否定的な評価も増えている。朴槿恵の政策で最も評価が高い分野は外交であり、特に北朝鮮政策の評価が高く、中央日報の世論調査では80.9%が朴の北朝鮮政策を「評価する」と答えていた。しかし、労働者層や貧困層からは朴の退陣を求める声もあり、朴槿恵大統領就任1周年をむかえた2014年2月25日、民主労総系の労働組合など、合計867の事業場が、朴槿恵退陣を求めて同時ストライキに入った。
更に2014年4月16日に発生したセウォル号沈没事故での杜撰な対応や所在不明の7時間を鄭允会と過ごしていた疑惑などで非難されており、2014年5月9日、韓国ギャラップが発表した世論調査によると、朴の支持率は46パーセントに下落した。
韓国日報は2016年11月に「連日海外マスメディアでも恥を晒して続けている韓国大統領で、『シャーマンを横に置いたかかし』」と称した。
2016年5月に、朴槿恵の妹の朴槿令は、朴槿恵は本来反日ではなく、1980年代の訪日でも朴の父朴正煕大統領が説いた日韓の連携と韓国世論の親日化を目指して日本の各界と接触してきており、同年4月の第20代総選挙で勝利した韓国の野党の方が反日的な親北勢力で日韓関係を断絶させようとし、中国でさえ北朝鮮と距離を置くなかで韓国社会はその流れに逆行してしまったと週刊ポストのインタビューで主張した。
2016年11月に崔順実（チェ・スンシル）国政介入で下野騒ぎになった際、朴槿恵の従姉（朴正煕の兄の娘）の夫である金鍾泌元国務総理は、朴の父朴正煕大統領は弱くて疑い深い人、母である陸英修は慈悲深い国母というイメージがあるが、それは作られたもので実際には欲深く人の有り難みを知らない女性であり、二人の娘の朴槿恵は両親から悪いところばかりを受け継ぎ、我の強さと頑固さばかり持っていると時事ジャーナルのインタビューで主張している。さらに「5000万人の韓国国民が青瓦台に押し寄せて下野しろと言っても、彼女の大統領に居続けて死んでも下野しないという頑固さを挫ける者は一人もいない」とし、「朴正煕大統領の指示を受けた朴正煕暗殺事件を後に起こす金載圭が「貴女のお父さんが(チェ・テミンとの関係の)調査を指示したのだ」と言うと朴槿恵は『勝手にやってみろ』と大声をあげ、父親の朴正煕大統領のところへ行って泣き喚いて大騒ぎをした」エピソードを明かした。時事ジャーナル記者に間接的にアドバイスするべきでは？と質問されると金は「下手に話せば墓の中まで私を憎むだほど酷い人で回復不可能な人」、「さらに悪いのは彼女は自分の上には誰もいないと考えてトップの座に座り、皆だめな人間ばかりだと思っている」と朴槿恵を批判した。
北朝鮮の対南宣伝団体は2017年3月12日に韓国憲法裁判所の朴槿恵の弾劾決定を受けて「朴槿恵の破滅的終えんは人民の無限大の力がもたらした正義の歴史的勝利であるというのが民族の一致した評価である。民族を裏切り、外部勢力への追従と同族対決に狂奔する者は誰であれ、朴槿恵のような悲惨な運命を免れられないというのが、我々の変わらない立場である。民心に見捨てられた奇形的な人間のクズである朴槿恵をかばって卑劣に振る舞った米国をはじめとする有象無象にもいつかは逆徒と同じ運命が与えられるというのが今日、我が同胞が下す厳正な警告である。反逆と売国の末路は最も恥ずべき犬死だけであり、最後の勝利はいつも勇敢な正義の人民の側にある」なる声明を出し、朝鮮中央通信がこれを報じた。

## 従甥変死事件
2011年9月6日、従甥2人の変死体は北漢山で発見された。1人は刺殺され、もう1人は3キロ離れた場所で木で首を吊ったため、殺人自殺だと判断されたが、真犯人は別にいる説もある。特に朴槿恵の義弟にあたる朴槿令の夫のシン・ドンウクは崔順実ゲート事件の発覚後、刺殺された従甥による請負殺人の殺害未遂対象であったことを暴露したほか、朴一家周辺の人物は次々と変死したとSNSで書いた。
刺殺された従甥は弟の朴志晩の側近であったため、朴志晩が事件に関与するような内容を報道した編集者は一審で罰金刑を受けた。控訴審ではこの事件に加え、朴槿恵と崔太敏の関係についての内容も発信したため、編集者は朴志晩と朴槿恵本人から名誉毀損と訴えられたが、いずれも無罪と宣告された。一方、この事件に朴志晩が関与する疑惑を直接に取材・報道した記者は一審から大法院の最終審まで無罪と宣告された。

## 選挙歴
| 当落 | 選挙               | 執行日         | 年齢 | 選挙区       | 政党       | 得票数       | 得票率 | 定数 | 得票順位 /候補者数 | 政党内比例順位 /政党当選者数 |
| ---- | ------------------ | -------------- | ---- | ------------ | ---------- | ------------ | ------ | ---- | ------------------ | ---------------------------- |
| 当   | 国会議員再補欠選挙 | 1998年4月2日   | 46   | 達城郡選挙区 | ハンナラ党 | 3万4271票    | 62.50% | 1    | 1/2                | /                            |
| 当   | 第16代総選挙       | 2000年4月13日  | 48   | 達城郡選挙区 | ハンナラ党 | 3万7805票    | 61.39% | 1    | 1/2                | /                            |
| 当   | 第17代総選挙       | 2004年4月15日  | 52   | 達城郡選挙区 | ハンナラ党 | 4万5298票    | 70.03% | 1    | 1/3                | /                            |
| 当   | 第18代総選挙       | 2008年4月9日   | 56   | 達城郡選挙区 | ハンナラ党 | 5万149票     | 88.57% | 1    | 1/3                | /                            |
| 当   | 第19代総選挙       | 2012年4月11日  | 60   | 比例代表     | セヌリ党   | ーー票       | ーー   | 54   | /                  | 11/25                        |
| 当   | 第18代大統領選挙   | 2012年12月19日 | 60   |              | セヌリ党   | 1577万3128票 | 51.56% | 1    | 1/6                | /                            |